# シーモール下関
シーモール下関（シーモールしものせき、英: Seamall Shimonoseki）は、山口県下関市にあり、大丸下関店とマックスバリュを核店舗とする複合商業施設。所在地は山口県下関市竹崎町4丁目4番8号。
福岡県北九州市とは関門海峡を隔てて隣り合わせであるため、CMは山口、福岡の民放各局で放送している。

## 沿革
1973年（昭和48年）12月、当時の国鉄下関駅の貨物ヤードのうち、駅舎に近いエリアの一区画について、再開発事業として大型ショッピングセンターの建設が計画され、運営母体となる第三セクターの下関商業開発株式会社が設立される。
1977年（昭和52年）10月、大丸（下関大丸）とダイエー下関店の2つの核店舗と、約220店の専門店から成る、西日本最大規模の複合商業施設「シーモール下関」として誕生した。当時は大型ショッピングセンターといえば核店舗は1店舗とすることが多かったが、北九州市（特に小倉北区）への買い物客の流出をできるだけ防ぎたいという地元関係者の熱意により、当時としては異例の形態となった。
その後、ダイエーは2005年（平成17年）までに中国地方から原則として全て撤退したが、シーモール下関内の店舗（下関店）は九州地方の管轄だったこともあり閉店を免れていた。しかし売り上げ不振もあり、2010年（平成22年）10月の店舗賃貸契約更新を断念し、同年9月20日をもって閉店し、ダイエーは中国地方から完全撤退した。ダイエーの跡地にはサンリブと専門店が入居する「シーモールest（エスト）」が2010年11月19日にオープンし、旧ダイエーのエリア内にあったくまざわ書店も引き続き営業している。
開業以来数回の全面改装を行っており、開業30周年の2007年（平成19年）の大規模リフレッシュ工事の際には、外壁の塗装塗り替えやコンコース・出入口の拡大、店舗の移転・拡大などを行った。最近では、開業40周年となる2017年（平成29年）の4月に来春の大規模改修・リニューアル工事が計画されている事を一部公表し、新たにフードコートやクリニックゾーンを設置する事などを発表した。営業を続けながら同年秋より順次工事に入り、既存店舗の移転や拡大を行った。12月にはスウェーデンの衣料品チェーンであるH&Mが入店するなどの、具体的なリニューアル内容を正式発表した。専門店街とest（エスト）に分かれていた区分を「シーモール」として統合し、ロゴマークも新しいものに変更された。翌年の2018年（平成30年）3月21日にリニューアルオープンした。なお、地下のサンリブは「シーモールエスト店」→「シーモール店」として営業してきたが、2018年7月31日をもって閉店した。跡地にはマックスバリュ西日本が出店し、2018年（平成30年）11月30日にシーモール店をオープンした。同時に地下食品売場が「しもちかマルシェ」としてリニューアルされ、グランドオープンとなった。
現在は1つの核店舗と約130店の専門店、結婚式場、シネマコンプレックスなどで構成された複合型ショッピングセンターとなっている。当初のシーモール専門店街は下関市内に本拠を置く商店が大半だったが、テナントの入れ替えの際にスターバックスコーヒー（山口県下の第1号店、専門店街ではなく下関大丸1階にある）などの大手チェーン店を誘致する事が増えている。

## 主要店舗及び施設
| 階      | シーモール                                                           | 連絡 | 大丸下関店                                                                      |
| ------- | -------------------------------------------------------------------- | ---- | ------------------------------------------------------------------------------- |
| R階     | ー                                                                   |      | 憩いの広場                                                                      |
| 7階     | ー                                                                   |      | レストラン／JOIN083 湘南美容クリニック下関医院                                  |
| 6階     | ー                                                                   |      | 催事場／ベビー服・子供服                                                        |
| 5階     | 屋上庭園                                                             | ○    | ザ・キッズ／エキスタ 下関市マイナンバーカードセンター                           |
| 4階     | エディオン／くまざわ書店 モーリーファンタジー                        | ○    | プラグスマーケット produced by HANDS×DAIMARU                                    |
| 3階     | しまむら／西松屋／VILLAGE/VANGUARD                                   | ○    | 婦人服・婦人肌着／紳士服・親子肌着／宝飾／好日山荘                              |
| 2階     | H&M／シャトレーゼ 山口銀行                                           | ○    | ファミリーファッション／アイウェアショップ                                      |
| M2階    | 美容室                                                               |      | ー                                                                              |
| 1階     | フードコート／ATM／マツモトキヨシ シナボン・シアトルズベストコーヒー | ○    | 婦人紳士雑貨／化粧品／関門ステージ／商品券・免税・友の会 スターバックスコーヒー |
| 地下1階 | マックスバリュ                                                       | ○    | 食品／ごちそうパラダイス                                                        |

### 核店舗
- 大丸下関店（旧下関大丸）
  - 大丸の関連会社による運営。1950年（昭和25年）創業、シーモール下関オープン時に現在地に移転。2020年（令和2年）3月1日付で大丸松坂屋百貨店に吸収合併され、企業としての下関大丸は消滅。店舗名称を大丸下関店に変更。

- マックスバリュシーモール店

### 店舗以外の施設
- シーモールホール（多目的ホール）
- シーモールパレス（結婚式場）
- シネマサンシャイン下関（シネマコンプレックス）
- オラレ下関（ボートレース下関付属の競艇場外発売場。駐車場棟1階）
- 山口銀行本店営業部シーモール出張所（有人出張所）

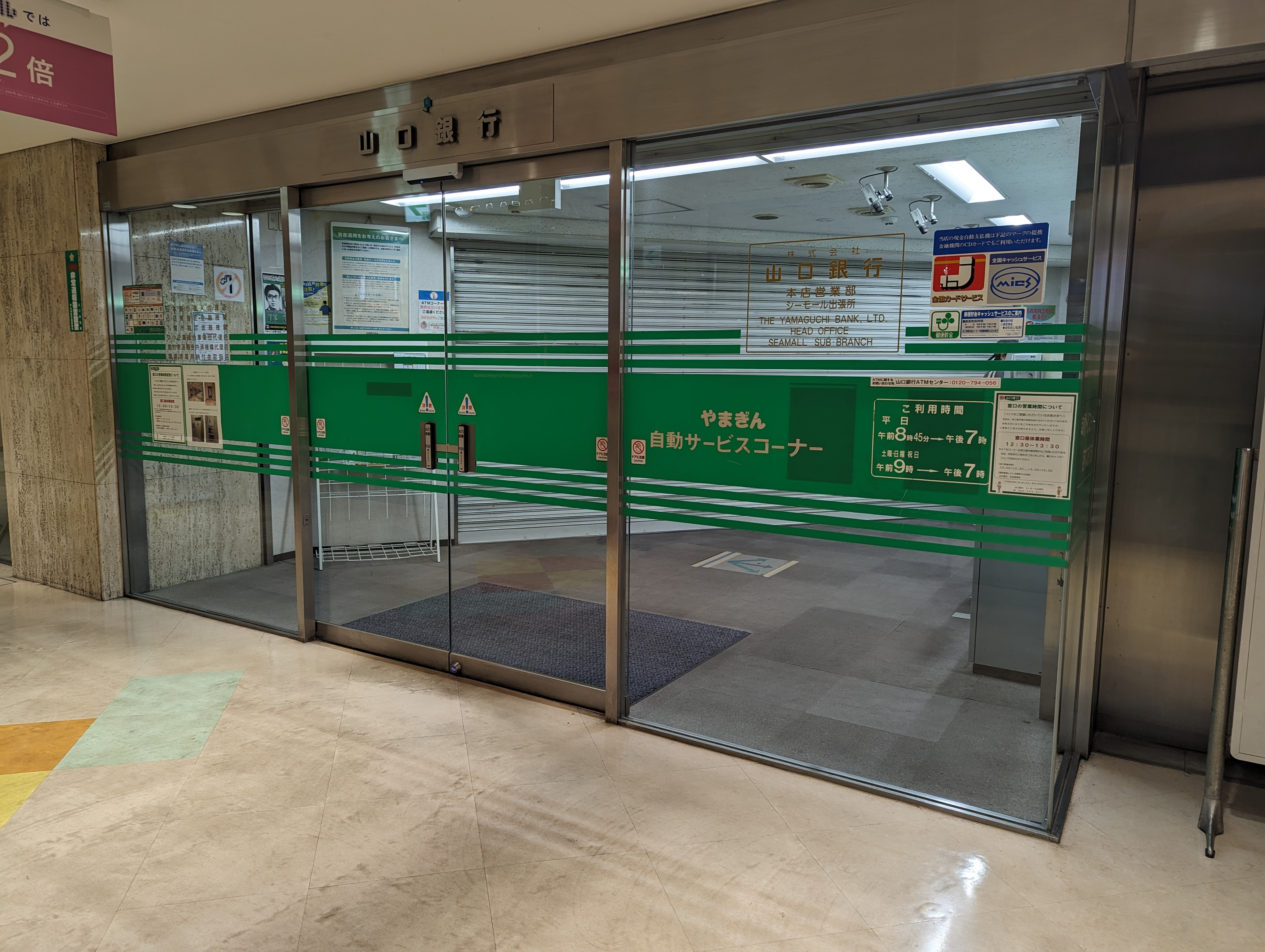
シーモール2階にある山口銀行シーモール出張所（2023年8月）

- 銀行ATM（三菱UFJ銀行、セブン銀行、イオン銀行、ゆうちょ銀行）
- スマイルホテル下関（旧・下関東急イン） - 本館棟に隣接した「下関開発ビル」（下関商業開発が管理）に入居する。

### 映画館

#### 下関東宝劇場・下関スカラ座 → 下関スカラ座シアター・ゼロ

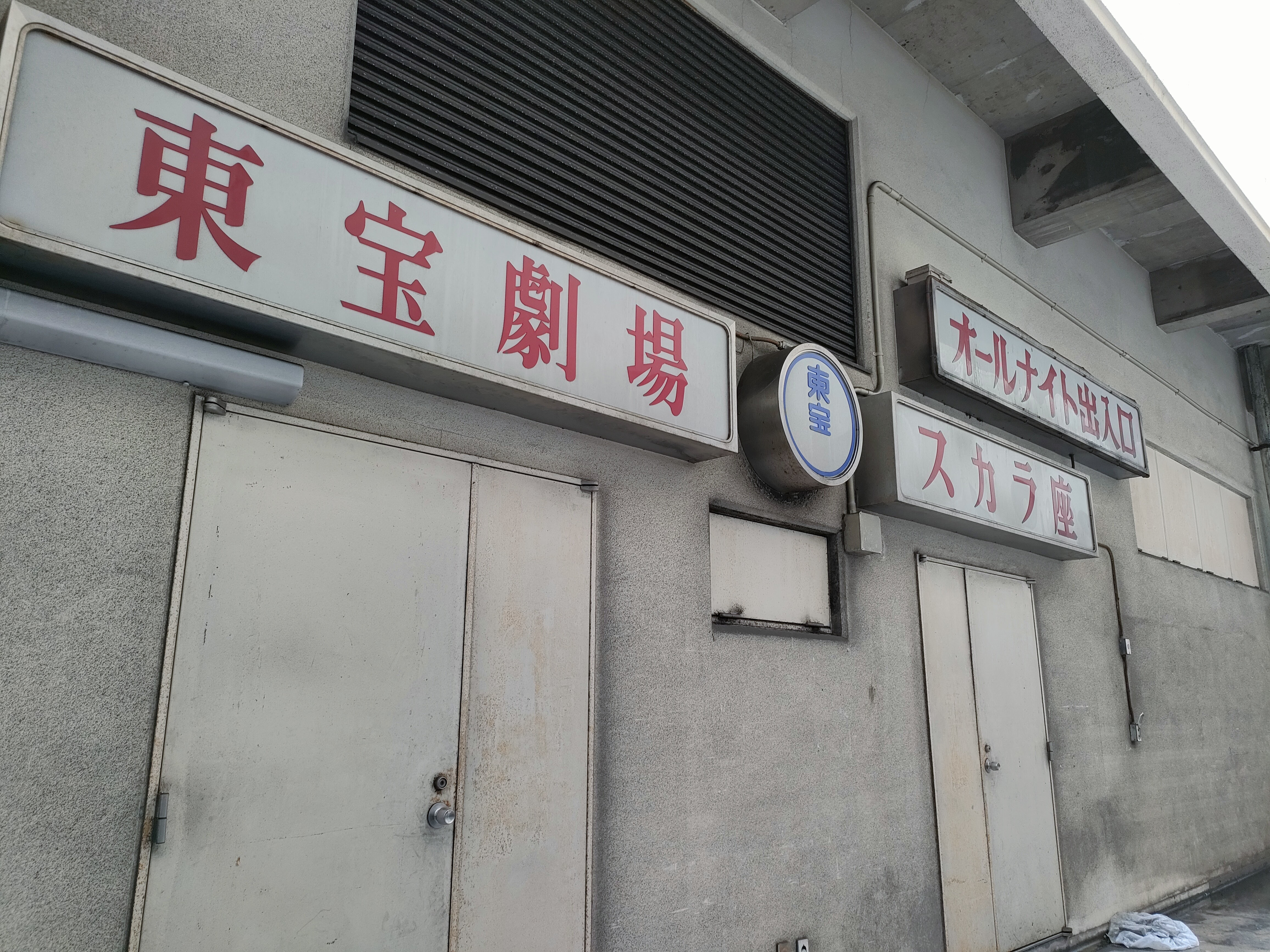
シーモール下関に存在する東宝劇場・スカラ座（シーモール立体駐車場階段から撮影）

元々、シーモール2階には東宝系の東宝関西興行が運営する映画館「下関東宝劇場」「下関スカラ座」が存在したが、経営難により2007年10月28日限りで閉館。これを受け、俳優・映画監督の奥田瑛二が下関を舞台にした自作『風の外側』を上演するため、所属事務所「ゼロ・ピクチュアズ」が2館の運営を引き継ぎ、「下関スカラ座シアター・ゼロ」と改称し、ミニシアターに転換の上で同年11月10日より再開。当初、2008年1月中旬までの期間限定であったが、奥田側は街の名画座として状況が許す限り運営を続けていきたいという意向を示し、期間を過ぎてからも営業を続けていた。その後、施設が古く、映画のデジタル化に対応できなくなったとして、後述の「シネマサンシャイン下関」開館前の2014年3月31日をもって閉館（現在も「シーモールシアター」の名称で貸会場として供用されている）。これにより、下関市には3ヶ月と一時的にではあるが映画館がない状態となった。

#### シネマサンシャイン下関
前述の通り、シーモール下関内の映画館がミニシアターへ衣替えしたことから、東宝を含めた大手映画会社系の最新映画は下関では観られなくなり、観るとすれば小倉などに足を運ばなければならなくなったが、下関駅周辺の再開発事業「下関駅にぎわいプロジェクト」において市が公募した事業提案に対して、シーモール下関を運営する下関商業開発がシネマコンプレックスを建設する構想を打ち出し、優先交渉権を得て、2013年2月26日に着工した。
具体的には、下関駅放火事件で消失した下関駅駅舎跡地の南、旧下関鉄道病院（下関地域鉄道部が入居）跡地の約5,600m2の敷地に8スクリーン1,100席のシネマコンプレックスが入居する3階建ての「シネマ棟」（延床面積約6,200m2）と、250台収容の5階建ての立体駐車場（延床面積約7,600m2）を建設するもので、1階は市が新たに整備する南口駅前広場（JR下関駅南口交通ターミナル・仮称）となる。ジェイアール西日本不動産開発が整備する新駅ビルと一体的な整備が行われ、2014年7月5日、首都圏と四国にシネマコンプレックスを展開する佐々木興業によって「シネマサンシャイン下関」が開館した。新しい下関駅の外壁には、下関で撮られた映画のイラストが描かれている。
| シネマサンシャイン下関のスクリーン | シネマサンシャイン下関のスクリーン | シネマサンシャイン下関のスクリーン | シネマサンシャイン下関のスクリーン | シネマサンシャイン下関のスクリーン |
| スクリーン                         | 座席数                             | 座席数                             | スクリーンサイズ                   | 設備                               |
| スクリーン                         | 一般席                             | 車椅子席                           | スクリーンサイズ                   | 設備                               |
| ---------------------------------- | ---------------------------------- | ---------------------------------- | ---------------------------------- | ---------------------------------- |
| シネマ1                            | 104席                              | 2席                                | 7.55m×4.22m                        | -                                  |
| シネマ2                            | 104席                              | 2席                                | 7.55m×4.22m                        | -                                  |
| シネマ3                            | 95席                               | 1席                                | 7.1m×3.98m                         | -                                  |
| シネマ4                            | 50席                               | 1席                                | 5.5m×3.11m                         | -                                  |
| シネマ5                            | 201席                              | 2席                                | 11.7m×6.46m                        | -                                  |
| シネマ6                            | 302席                              | 2席                                | 11.7m×6.46m                        | DOLBY ATMOS                        |
| シネマ7                            | 141席                              | 2席                                | 8.70m×4.90m                        | ScreenX                            |
| シネマ8                            | 106席                              | 2席                                | 7.65m4.27m                         | -                                  |

## 隣接施設
- JR西日本 下関駅
  - 下関駅バスターミナル
  - 駅ビル「リピエ」
    - ゆめマート下関駅
- 駅レンタカー下関営業所
- 下関市民会館
- 下関港国際ターミナル
- 山口銀行本店／山口フィナンシャルグループ本店
- グリーンモール商店街（リトル・プサン）
- ノートルダム下関（結婚式場）
- ヴィアイン下関

## 交通アクセス
- JR下関駅下車、徒歩1分。
- サンデン交通下関駅バスターミナル下車、徒歩1分。
- 下関港国際ターミナルから徒歩3分ほど。

## ギャラリー

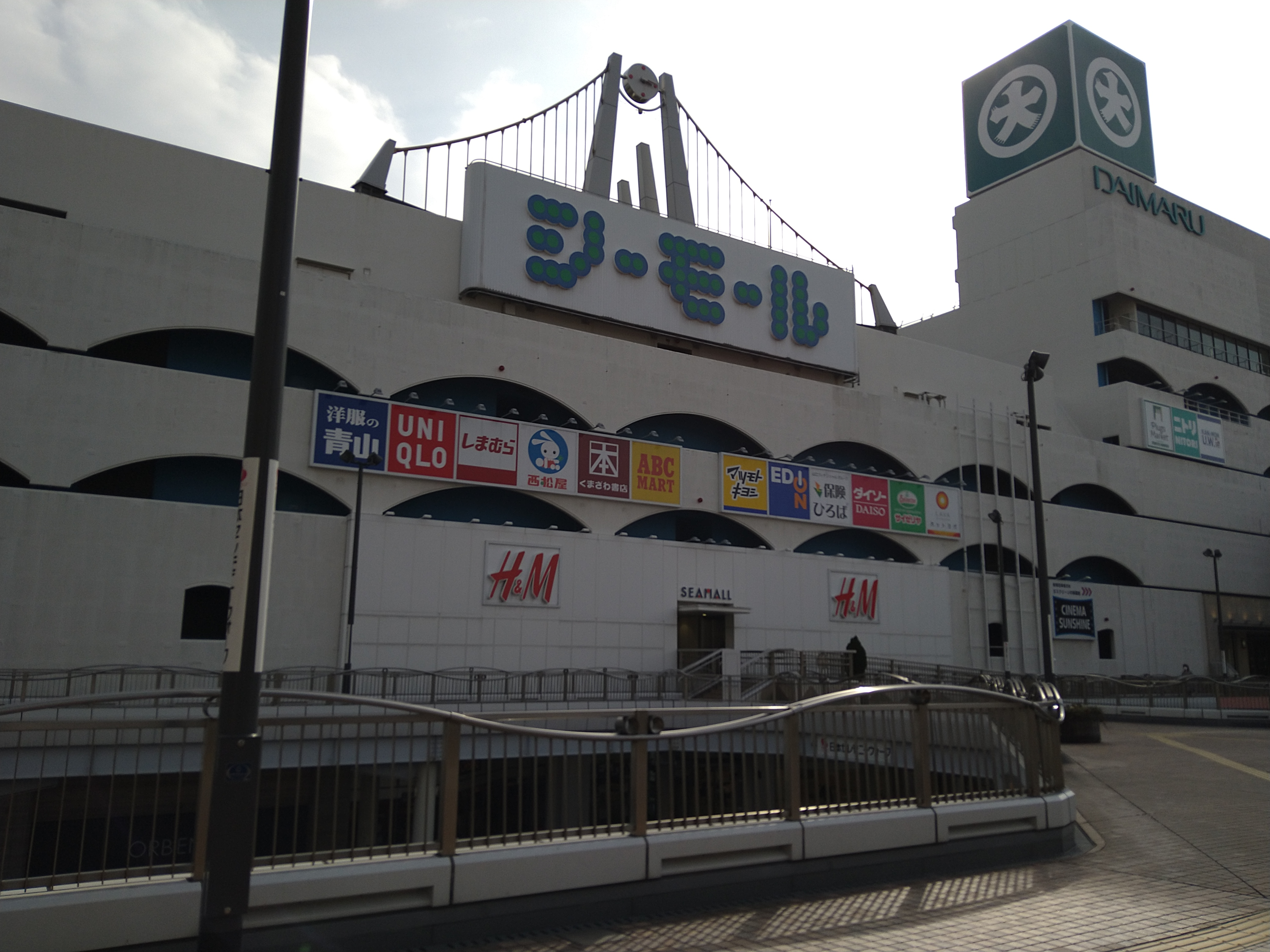
シーモール（2021年3月）
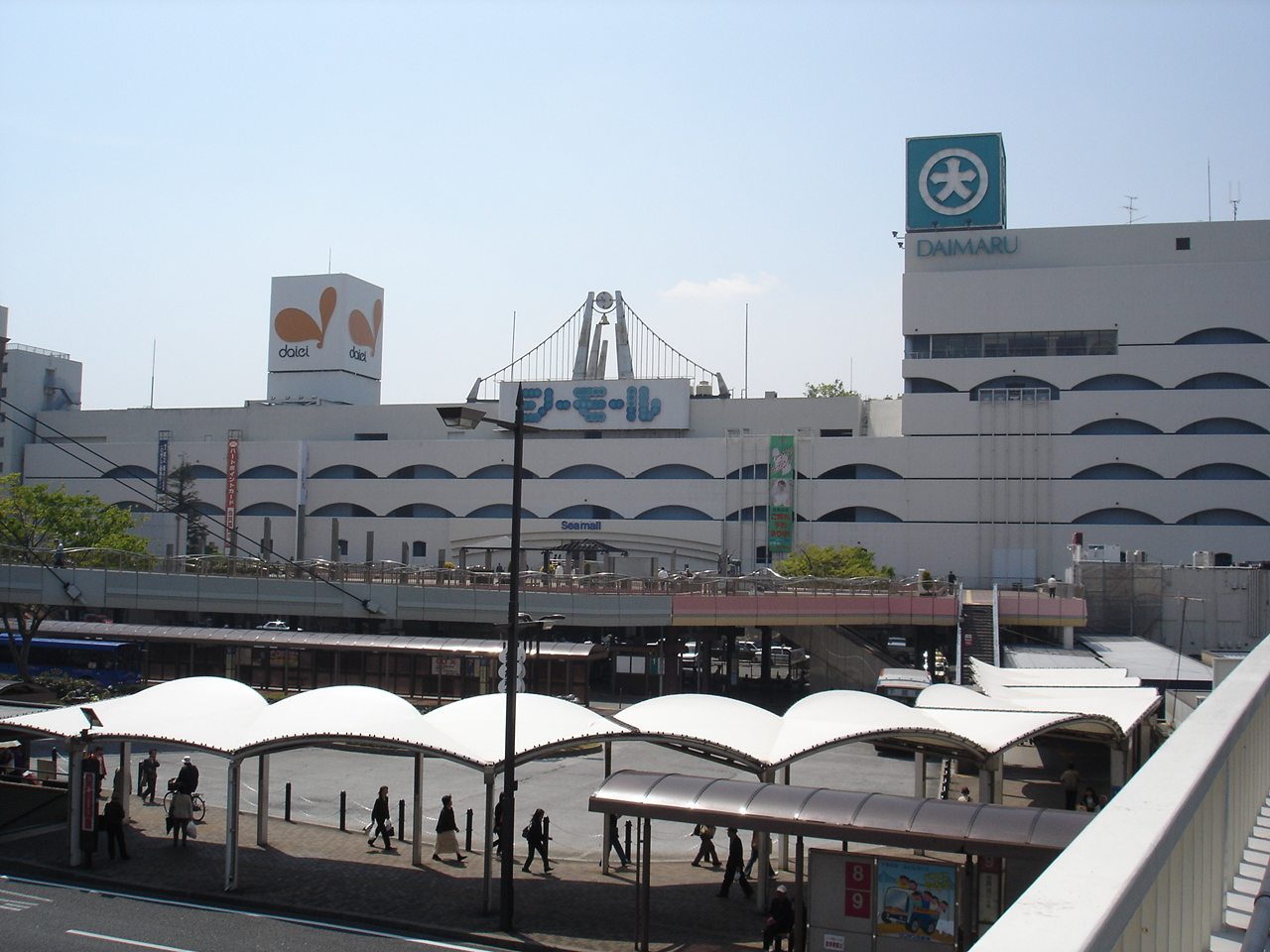
ダイエー時代のシーモール下関、正面全景
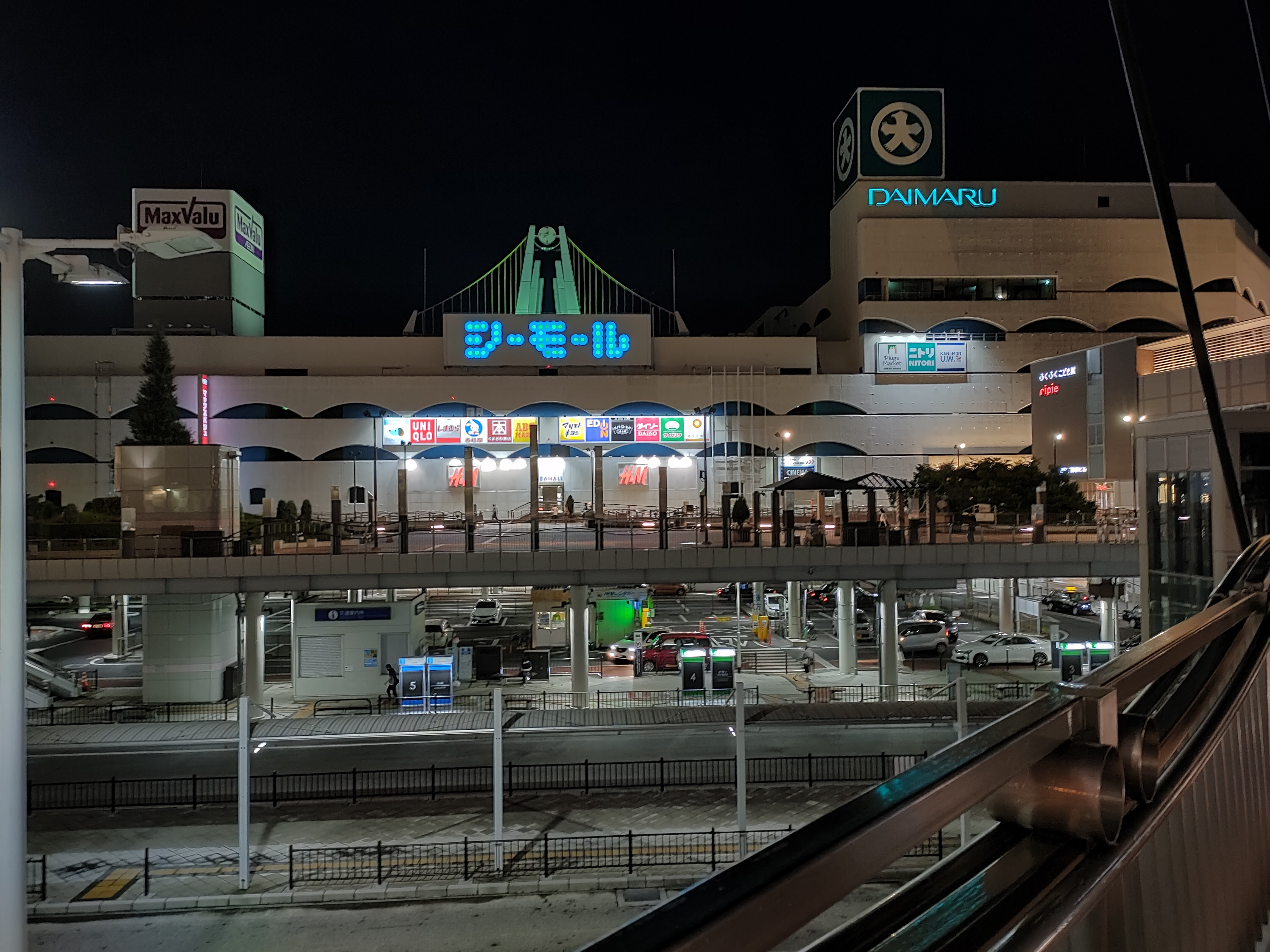
夜のシーモール・大丸下関店（2022年8月）
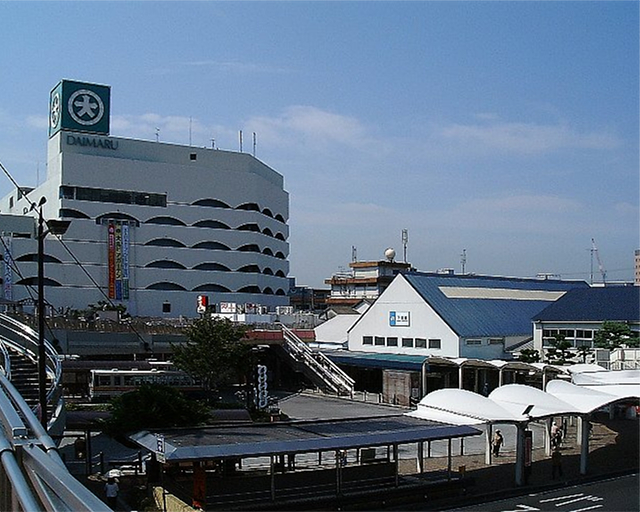
JR下関駅（火災による旧駅舎消失前）と下関大丸
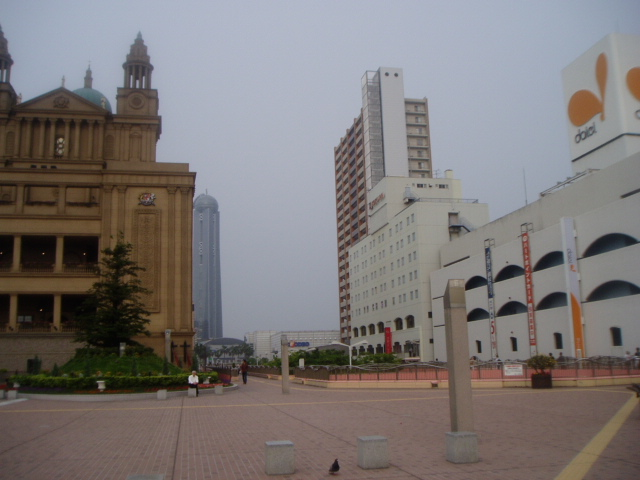
ダイエー前のペデストリアンデッキ
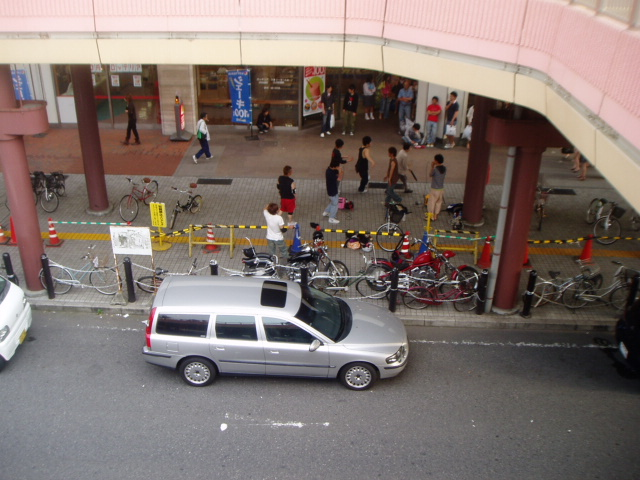
大丸玄関前（休みの日には若者が路上ライブなどを行う）